# Pegomya jynx
Pegomya jynx este o specie de muște din genul Pegomya, familia Anthomyiidae. A fost descrisă pentru prima dată de Seguy în anul 1926. Conform Catalogue of Life specia Pegomya jynx nu are subspecii cunoscute.